# Spaekhugger
Der Spaekhugger (dänisch: Spækhugger), (deutsch Schwertwal) ist eine Kielyacht in Vierteltonner-Größe, konstruiert von dem Dänen Peter Bruun, auf dessen Werft das 24-Fuß-Segelboot (7,44 m) ab 1969 gebaut wurde. Die Yacht ist ein hochseetüchtiges Segelboot, dessen Kielform an den Rücken und die Finne eines Schwertwals erinnert. Der Spækhugger wird viel bei Regatten gesegelt und bietet einer Crew von zwei bis vier Personen Platz.

## Geschichte
Der Prototyp startete sofort nach seinem Erscheinen bei der großen Regatta Sjælland Rundt (Regatta rund um die Insel Seeland) in Dänemark und wurde nur von der Segellegende Paul Elvstrøm mit seinem Soling geschlagen. Das Boot wurde aufgrund der Regattaerfolge in Dänemark rasch als schnelles Segelboot bekannt und fand in Skandinavien viele Anhänger, die es sowohl als Regattayacht, als auch zum Fahrtensegeln nutzen. Der Prototyp von 1969 hatte noch keine Kajüte, diese wurde später ergänzt.
Das Schiff wurde ein großer Erfolg und bis 1980 wurde insgesamt 374 Boote gebaut. Seit August 2004 werden im schwedischen Limhamn auf Anfrage wieder Spækhugger gebaut. Als nationale Eintypklasse dürfen bei älteren Booten nur Veränderung durchgeführt werden, die mit den Klassenregeln übereinstimmen.
Im Jahr 2014 haben 50 Freiwillige des Aarhus Sejlklubs begonnen, den ersten Spækhugger von 1969 zu restaurieren, nachdem das Boot 14 Jahre an Land gestanden war. Unterstützt von Sponsoren konnten die Arbeiten 2018 abgeschlossen werden und der segelklare Prototyp wurde der Museumsflotte des Danmarks Museum for Lystsejlads (deutsch Dänemarks Museum für Segelsport) in Svendborg übergeben.

## Konstruktion
Die Rumpfform des Spækhugger ist den Schiffslinien der 30-Quadratmeter-Spitzgatter-Yacht mit Kanuheck und Löffelbug des Yachtkonstrukteurs Aage Utzon nachempfunden. Allerdings wählte Peter Bruun einen Flossenkiel. Durch diesen geteilten Lateralplan konnte die Manövrierfähigkeit der Yacht deutlich erhöht werden. Der Spækhugger bekam einen höheren Mast, hatte weniger benetzte Oberfläche, ein Ruder mit Skeg und 40 m² Segelfläche. Er wurde als eines der ersten in Serie produzierten dänischen Sportboote aus Fiberglas gebaut.
Der Spækhugger hat seine Wurzeln weit zurück in der dänischen Bootsbautradition und gehört zur Gruppe der Spitzgatter, deren Bug und Heck spitz zulaufen. Diese typisch dänische Rumpfform findet sich unter anderem bei der Lynæsjolle und im Wikingerschiff.
Im Vergleich zu modernen Booten ähnlicher Länge ist der Spækhugger mit 2280 kg ein relativ schweres Boot. Der schwere Kiel, der 60 Prozent des Bootsgewichts ausmacht, sorgt für hohe Stabilität und weiche Bewegungen im Wasser. Um das hohe Gewicht auszugleichen, ist der Spækhugger mit einer Segelfläche von etwas mehr als 40 m2 ausgestattet, die vom Spinnaker abgezogen wird. Diese Segelfläche hilft, das Schiff bei leichtem Wind in ein schnelles Boot zu verwandeln. Dieses besitzt vor allem überlegene Leichtwettereigenschaften. Es gibt eine Tourenversion mit rundem Aufbau (den Spaekhugger „F“) und eine Regattaausführung mit einem schmaleren Aufbau, auf dessen Deck mehr Platz ist. Die normale Regattabesatzung besteht aus drei bis vier Personen. Als Hilfsantrieb kommen Außenbordmotor oder Einbaudiesel zum Einsatz.

## Schulungsboot
Der Spækhugger spielt in vielen dänischen Segelschulen eine wichtige Rolle. Vor allem auf dem Øresund werden Spækhugger als Schulboote eingesetzt, weil sie solide sind und hart gesegelt werden können, ohne dass dies die Seetüchtigkeit oder die Balance des Bootes beeinträchtigt.

## Regattaaktivitäten
Da der Spækhugger in Dänemark als nationale Einheitsklasse sehr verbreitet ist, werden viele Regatten gesegelt, insbesondere drei bis sechs hochwertige Pokalwettbewerbe über das ganze Jahr verteilt in der Bucht von Aarhus und im Øresund. Es gibt sowohl Streckenregatten als auch Wettfahrten auf Regattabahnen. An der jährlichen dreitägigen dänischen Meisterschaft nehmen etwa 20 bis 35 Boote teil.

## Klassenvereinigung
Im dänischen Verzeichnis des Dansk Spækhugger Klubben sind 358 segelfähige Spækhugger registriert, die tatsächliche Anzahl der seeklaren Boote ist nicht genau bekannt. Gebaut wurden über 500 Stück.